# ورخنی ساردیک
ورخنی ساردیک (انگلیسی: Verkhny Sardyk) یک شهرک در شهرستان تویمازینسکی استان باشقیرستان کشور روسیه است.